# Editora Nacional Gabriela Mistral
La Empresa Editora Nacional Gabriela Mistral (ENGM) fue una empresa editorial chilena creada en octubre de 1973 por la dictadura militar de Augusto Pinochet, en reemplazo de la Empresa Editora Nacional Quimantú. Su eslogan fue «Suya...Nuestra...de Chile».

## Historia
Durante los primeros meses de 1971 el gobierno de la Unidad Popular tomó el control de la empresa editorial Zig-Zag, creando a partir de ella a la Empresa Editora Nacional Quimantú. Este proyecto operó entre abril de 1971 y septiembre de 1973, imprimiendo cerca de 250 títulos, con una producción de más de 500 mil ejemplares al mes.
La dictadura militar que surge del golpe de Estado del 11 de septiembre de 1973 clausura Quimantú, y el 20 de diciembre la refunda bajo el nombre de Editora Nacional Gabriela Mistral, con una nueva orientación ideológica. En la dirección de este proyecto editorial se designó al general retirado Diego Barros Ortiz, y como gerente general asumió el académico de la Universidad de Chile Mario Correa Saavedra, que anteriormente se había desempeñado en Quimantú. El Comité editorial, por otro lado, fue integrado por una combinación de nombres del mundo político y del espacio cultural conservador, donde destacan Nina Donoso Correa, Agustín Billa Garrido, Enrique Bunster, Fernando Campos Harriet, Enrique Campos Menéndez, Hernán Larraín Fernández, Álvaro Puga Cappa, Héctor Riesle Contreras y Tomás Mac Hale.
La ENGM mantuvo algunas colecciones heredadas de Quimantú (como "Minilibros" y "Nosotros, los chilenos"), pero su principal orientación estuvo en servir de respaldo a la nueva institucionalidad y cultura nacional promovida por el régimen. En términos doctrinarios, se ha señalado que la empresa tuvo una dirección principalmente orientada desde el polo nacionalista de la dictadura militar, aunque con participación del sector neoliberal. Esto permitió que, junto con literatura de historia y pensamiento tradicionalista, fuese uno de los primeros espacios culturales desde los que se realizó divulgación con respecto a la apertura económica que comenzaba a diseñarse.
La empresa deja de operar como editorial en 1976, y sus máquinas fueron finalmente rematadas en 1982. Esto se atribuye a que la empresa no habría cumplido con los objetivos esperados, y por otro lado, por el creciente predominio del sector neoliberal de la dictadura, por sobre los elementos nacionalistas que tenían mayor interés en el trabajo cultural.

## Colecciones
Las principales colecciones de Editorial Gabriela Mistral fueron:
- Septiembre: historia y pensamiento nacionalista y de las Fuerzas Armadas.
- Minilibros: literatura chilena y universal.
- Nosotros, los chilenos: literatura chilena y de refuerzo de la identidad nacional.
- Ideario: pensamiento político de personajes de la historia nacional, como José Miguel Carrera, Bernardo O'Higgins, Diego Portales, José Manuel Balmaceda, Francisco Antonio Encina, entre otros.
- Pensamiento contemporáneo: colección de autores del ámbito nacionalista, incluyendo a Ramiro de Maeztu, Fernando Monckeberg, Ricardo Cox, entre otros.
- Expedición a Chile: literatura sobre naturaleza y geografía nacional.
- Oficios y hogar: colección dedicada a reforzar la economía familiar y el rol tradicional de la mujer.

Junto a estas colecciones, hubo también una publicación irregular de obras de ataque a la Unidad Popular, exposiciones gubernamentales y otros trabajos de autores tolerados por el régimen. En esta última categoría se cuenta, por ejemplo, la publicación de obras del ecologista Godofredo Stutzin.